# 翼针郡
翼针郡，中国古代的郡。
北周天和元年（566年）置，治所在翼州（今四川省茂县西北）。辖境相当今四川省茂县北部。隋朝开皇初年废。 